# Musikgrafik
Mit Musikgrafik (auch Musikalische Grafik) wird eine für die klangliche Realisation bestimmte Partitur bezeichnet, bei welcher die Angaben für den/die Interpreten nicht in herkömmlicher Notation, sondern in Form eines Zeichensystems gegeben werden, welches entweder funktional (d. h. im Sinne der grafischen Notation) auf den Handlungsverlauf bezogen sein kann oder als freie Grafik nach Regeln der Bildenden Kunst gestaltet ist. Unklarheiten hinsichtlich der Verwendung des Begriffs „musikalische Grafik“ können auftreten, wenn damit auch Bilder und Collagen aus dem Bereich von Grafik und Malerei bezeichnet werden, wo einzelne musikalische Zeichen oder ganze Partitur-Ausschnitte collagenhaft in das Gesamtbild einbezogen sind. Entscheidend ist, dass eine Musikgrafik von ihrem Urheber für die Aufführung bestimmt ist und in klangliche Gestaltung umgesetzt werden soll. Abzugrenzen sind Musikgrafiken auch von Musik-Nachzeichnungen, die gelegentlich recht genaue Bildwiedergaben von zuvor gehörten akustischen Ereignissen liefern und die auch von Computern durchgeführt und dokumentiert werden können. Das berühmteste Beispiel hierfür ist die im Jahr 1970 von Rainer Wehinger erarbeitete Hörpartitur zu György Ligetis elektronischer Komposition „Artikulation“.
Mischformen und Übergänge zwischen den beiden Richtungen sind möglich und machen die Bandbreite möglicher künstlerischer Ansätze und Lösungen aus. So sind die Zeichen nur mehr oder weniger eindeutig festgelegt, d. h. die präzise Notation und Exaktheit der Zeichen ist zugunsten einer erweiterten Interpretationsfreiheit aufgegeben. Dabei spielt Improvisation eine große Rolle. Je beliebiger und freier die Musikzeichen werden, desto wichtiger wird die assoziative Komponente und umso größer werden die Freiräume, die dem Interpreten bei der Realisierung der Grafik eingeräumt werden. Die visuelle Komponente kann so weit gehen, dass Gestaltung der Grafik und Anordnung der Zeichen vollkommene Selbständigkeit erlangt und die musikalisch-akustische Funktion zugunsten der optisch-visuellen mehr oder weniger, im Extremfall sogar ganz, zurücktritt. In ihrer musikalischen Unverbindlichkeit können solche Grafiken den Rang von Werken der Bildenden Kunst beanspruchen, die in gewissen Grenzen beliebig und immer wieder neu interpretiert werden. Im Sinne der Grenzgängerei entwickelte Dieter Schnebel eine Zwischenform, bei der die von ihm als „Visuelle Musik“ bezeichneten Blätter im Betrachter akustische Assoziationen auslösen, ohne dass tatsächlich ein Ton erklingt. Das Aufgezeichnete braucht nicht mehr zu erklingen, es lebt bereits in der Imagination des Betrachters (»Hörbilder», «Hörtexte«).
Die Dauer sowie die instrumentale Besetzung solcher grafisch notierter Werke ist in der Regel variabel. Positiv ist zu verzeichnen, dass sich normativ immer mehr typische Zeichenmuster durchsetzten. Einen großen Anteil daran hatte die Verbreitung von Erhard Karkoschkas Lexikon „Das Schriftbild der Neuen Musik“ Indem verschiedene Beispiele aus der musikgrafischen Praxis erläutert werden, lässt Karkoschka eine Art Basiskatalog möglicher Chiffren entstehen, der inzwischen auch weite Verbreitung gefunden hat. So bedeuten (um nur einige Zeichen zu nennen) schwarze Farben durchweg große Lautstärken (im Gegensatz zu Weiß); Verdichtungen bedeuten ein Schnellerwerden bzw. eine größere Impulsdichte, Kreise und Punkte sind als punktuelle Aktionen (Einzeltöne) auszuführen, während Linien und Bänder als Melodien umzusetzen sind; Rechtecke definieren Klang-Flächen. An der Verbreitung einer solchen musikalischen Zeichensprache war maßgeblich auch der polnische Komponist Krzysztof Penderecki beteiligt, der für Partituren wie „Anaklasis“ und „Fluorescences“ (1961/62) in derartigen Notations-Chiffren eine adäquate Darstellungsform für seine vom Sonorismus geprägten Klangvorstellungen gefunden hatte.
Musikalisch war die Musikgrafik der 60er und 70er Jahre ein Hauptzweig der künstlerischen Aleatorik und eine Gegenreaktion auf den seriellen Konstruktivismus der fünfziger Jahre. Dessen Material-Strukturierung beschränkte sich nämlich vorrangig auf Kunstgriffe in betont mathematisch-abstrakter Weise und eine wesentliche Aufgabe des Zuhörers war es bei dieser Art musikalischer Gestaltung, die Kunstfertigkeit der konstruktiven Werkgestaltung im Lesen und Hören intellektuell nachzuvollziehen. Zu kurz kam häufig dabei das emotionale Mit- und Nacherleben der Aussage eines Menschen, welcher sich in der Gesamtheit seiner Existenz nicht nur mit Zahlen und abstrakten Formproblemen auseinandersetzen will. So kamen mit der Musikgrafik dank der improvisatorischen Elemente wieder Spontaneität und Ausdruckswille des Interpreten zur Geltung, die zwar – gemessen an dem traditionellen Hörverständnis – immer noch abstrakt und subjektiv vermittelt, vom Publikum aber dennoch leichter nachzuvollziehen waren.

## Geschichte
Neue Notationsformen sind – ohne dass es sich hier bereits um Musikgrafiken handeln könnte – schon vor dem Ersten Weltkrieg entstanden. So forderte die Farborgel, die Alexander Nikolajewitsch Skrjabin 1911 in seiner 5. Sinfonie „Promethée: Poème du feu“ einsetzte, den Komponisten zur Erfindung passender Spielanweisungen geradezu heraus. 1916 notierte der italienische Futurist Luigi Russolo in „Risvelgio di una città“ mit Hilfe von gezackten und schräg verlaufenden Linien innerhalb des herkömmlichen Fünfliniensystems den Einsatz der von ihm erfundenen sogenannten „Intonarumori“, einer Serie ungewöhnlicher Klangerzeuger. Neue Klangerzeuger wie z. B. Theremin und Ondes Martenot ließen sich ebenso wenig mit der klassischen Notenschrift notieren. Andere Ansätze für das Aufbrechen der herkömmlichen Schreibweise sind bei Marcel Duchamp zu finden, der im Sinne größerer Unbestimmtheit in seinem „Erratum musical“ von 1913 Notenköpfe ohne Hals, d. h. ohne rhythmische Determination über seinen Text gesetzt hat und damit der nachschöpferischen Willkür gewissermaßen Tor und Tür geöffnet hat.
Die Wurzeln einer im engeren Sinn als Musikgrafik zu bezeichnenden Notationsform liegen in New York. Erstmals verwendete sie der amerikanische Komponist Morton Feldman, dessen „Projections“ (1951) vollständig auf herkömmliche Notierung verzichten. Der Zeitverlauf einer Komposition wird durch die räumliche Anordnung von Kästchen definiert, wobei der Kästcheninhalt lediglich aus Hinweisen zur Instrumentation, zum jeweils auszuwählenden Register, zur Anzahl sowie Dauer von Klangereignissen besteht. Die Musikgrafik fand rasche Verbreitung in der Künstlergruppe um John Cage, zu der neben Feldman auch Earle Brown gehörte. Dessen Blätter „November 1952“ und „Dezember 1952“ aus der Mappe „Folio“ (1952) galten lange Zeit als die frühesten Beispiele für Musikgrafik. Nicht weniger berühmt sind in ihrer Unverwechselbarkeit der Zeichensprache die Blätter von John Cage, vor allem „Variations I“ (1958), die als Gegenposition zur seriellen Musik zu verstehen sind. In Europa machte vor allem der Österreicher Roman Haubenstock-Ramati die Musikgrafik bekannt.
Historisch scheint indessen die Musikgrafik seit dem Ende der 80er Jahre ein abgeschlossenes Phänomen zu sein. Eine Endstufe markieren solche Formen der Visuellen Musik, die im Sinne der musikalischen Concept-Art eine Musik erfinden, welche nicht mehr aufgeführt werden kann, um so die Materialisierung der Idee auszuschließen. Auch meldeten sich Musiker wie Mauricio Kagel oder Sylvano Bussotti zu Wort, die das Erreichte wieder ironisch in Frage stellten, wenn sie an bestimmten Stellen der Partitur bildnerische oder sprachliche Elemente zersetzend einbauten.
Für die Befreiung der Musik aus ihren konstruktiven Zwängen war die Musikgrafik jedoch wichtig und damit richtungweisend bei der Entwicklung einer Musik, die wieder mehr auf den Hörer zugeht. Und nicht nur auf den Hörer, wie etliche Ausstellungen beweisen, wo Musiker ihre Werke in Galerien oder Kunsthäusern präsentierten. So geschehen erstmals im Oktober 1980 im Stuttgarter Kunsthaus Schaller: Erhard Karkoschka und Reinhold Urmetzer zeigten in Zusammenarbeit mit dem Amerika-Haus und dem Kulturamt der Stadt Stuttgart Werke von Earle Brown, Roman Haubenstock-Ramati, John Cage, Anestis Logothetis, Erhard Karkoschka, Reinhold Urmetzer, Klaus Feßmann u. a., die auch in Konzertveranstaltungen in Musik umgesetzt wurden. Ähnlich umfassend und von Konzerten begleitet war auch die von Klaus Hinrich Stahmer kuratierte Ausstellung „Musikalische Grafik“, die 1983 in der Städtischen Galerie Würzburg und im Karmeliterkloster Frankfurt neben den bereits genannten Grafiken auch Blätter von Leon Schidlowsky, Cornelius Cardew, Klaus Hinrich Stahmer und Boguslaw Schaeffer präsentierte. Eine Zuordnung von Musikgrafik zum Gesamtphänomen polyästhetischer Kunstwerke erfolgte in der von Karin von Maur initiierten Ausstellung „Vom Klang der Bilder“ (Stuttgart 1985), deren Katalog einen umfassenden Grundsatzartikel von Peter Frank enthält.